# Szent Imre-templom (Győr)
A Szent Imre-templom a Győri Szent Imre Plébánia temploma, amelyet Apor Vilmos püspök szentelt fel, 1943-ban, Győr nádorvárosi városrészében.

## Története

### Előzmények

#### Egykori plébániák a győri Nádorváros területén
Győr egyik legrégebbi múltú városrésze Nádorváros, minden külvárosa közül ez kezdett a legkorábban benépesülni és önálló életet élni. Első plébániája a névleg ma is fennálló győrhegyi prépostság volt, amit az Árpád-házi királyok valamelyik alapította Szent Adalbert püspök tiszteletére; temploma a mai Kálváriadombon állt, amit akkor Győrhegynek neveztek. A prépostság legkorábbi ismert okirat említése 1138-ból származik.
A 12. század végén vagy a 13. század elején jöhetett létre a második nádorvárosi plébánia, melynek védőszentje Szent Benedek volt. Temploma a mai Bartók Béla utca táján állt, ahol akkor önálló település volt, Szentbenedekfalva néven. Később, még a középkorban egy harmadik plébánia is létrejött ezen a vidéken, Szent Gotthárd nevére szentelve; egykori létezéséről két 15. századi okirat tanúskodik, pontos helye nem ismert. A 16. századra mind a három említett plébánia megszűnt, az épületromok építőanyagát széthordták, valószínűleg főként a győri vár bástyáinak megerősítéséhez.

#### Az egyházközség megalakulásának előzményei
A 20. század elejéig Nádorváros területén jobbára szántók és kertek voltak, de az 1920-as években a mai Szigethy Attila utca vonalától délre családi házak kezdtek épülni. A lakók eleinte a város távolabbi kápolnáiba és templomaiba jártak szentmisére, de 1927-ben új templom építését kezdeményezték. Először egy kis kápolnafülke létesült az Erzsébet ligeti városrészben, az 1929-ben átadott új iskola tornatereméhez hozzáépítve, a következő évben márványoltár került oda. 1931-ben templomépíttető bizottság alakult, Szabados János iskolaigazgató elnökletével, munkásságuk eredményeként a város közgyűlése 1934. május 29-én, ingyenesen egy 1100 négyszögöles telket bocsátott az Erzsébet liget térségében élő katolikusok rendelkezésére, templom és plébánia építésének céljára.

### Az önálló lelkészség alakulása, kápolnaépítés
Breyer István megyés püspök, a hívek kezdeményezésére, 1935. szeptember 11-én dr. Szelestey Béla segédlelkészt bízta meg az önálló egyházközség megszervezésével, majd alig három hónappal később, december 24-én be is jelentette az önálló lelkészség megalakulását. Szelestey munkáját világi részről az akkor már közel két hónapja működő képviselő-testület segítette. Felhagyták az addig használt iskolai kápolnát, majd egy üresen álló vendéglő bérbe vételével és felújításával kápolnát és lelkészlakást alakítottak ki. Ezt a megyés püspök 1935. december 1-én áldotta meg, ettől kezdve mindennap voltak itt szentmisék, bár egy darabig még az iskolai kápolnát is használták.
1936-ban újraszervezték a templomépíttető bizottságot és igen komoly gyűjtést szerveztek egy új templom építésének támogatására. Rövid időn belül 38 000 pengő adomány gyűlt össze, amit a város közgyűlése 1936. október 17-én 40 000 pengővel toldott meg, nyolc éven át kifizetendő, évi 5000 pengős részletekkel. Későbbi még további anyagi források felkutatására is szükség volt, hiszen amire a templom elkészült, a költségek közel félmillió pengőig kúsztak fel.

### A templom építése
Az egyházközség 1936-ban három-három fővárosi és győri építészt kért fel templomtervek elkészítésére, ezek közül a budapesti Körmendy Nándor tervét fogadták el, és megbízták a részlettervek kidolgozásával. Az építkezés levezénylésével Schiel Vince építőmestert bízták meg, és miután Pokorny Miklós kanonok, kerületi esperes 1937. május 23-án elvégezte az első kapavágást az építendő templom helyén, megindultak a munkálatok, és szeptember 12-én dr. Ragats Rezső prelátus-kanonok, püspöki helynök elhelyezhette az alsótemplom falában az új templom alapkövét. Néhány hónapon belül elkészült a 32 méter magas templomtorony, amire 1938. január 25-én felhelyezték a hatalmas, 12 méteres keresztet is.
Az alsótemplom és kripta 1938. május 1-re készült el, az ottani első szentmisét dr. Ragats Rezső mondta el. Az első kriptatemetésre mindössze négy nappal később, május 5-én került sor, s a kriptafülkék értékesítéséből befolyó összegek új lendületet adtak az építkezés folytatásának. 1939. június 4-én helyezték fel a toronyba a három harangot, őszre pedig felépült a felső templom épülete a falakkal és a tetőszerkezettel. Októberben megtörtént a külső vakolás és akkor helyezték a főbejárat fölé Kovács Margit egy művészi kerámiáját is. A következő három és fél év a belső berendezések elkészítésével és elhelyezésével, illetve a művészi munkák elvégzésével telt.
A templom szentelési ünnepsége öt napon át zajlott, 1943. június 2-ától 6-ig. Magára a tényleges szentelési aktusra június 3-án, áldozócsütörtökön került sor, amit Boldog Apor Vilmos megyés püspök végzett. Bő egy évvel később, 1944. július 31-én pedig a püspök – elismerve az itt folyó lelkes egyházi élet eredményes voltát – plébániai rangra emelte a lelkészséget, beiktatva Szelestey Bélát az új plébánia első plébánosaként, aki egyben a püspöki tanácsosi címet is megkapta.

### A későbbi idők egyházközségi élete
1947-ben épült meg a templomban a Szent Imre-oltár, amelyet dr. Papp Kálmán megyés püspök szentelt fel. A plébános ebben az időben nagy számban szervezett lelkigyakorlatokat, hogy minél több embert vonzzon be a templomba, ehhez pedig olyan jeles, vezető egyházi személyiségeket kért fel és vett rá azok megtartására, mint például Sík Sándor vagy Grősz József kalocsai érsek; az utolsó lelkigyakorlat 1952. június 22-én zajlott.
Templomi énekkar is alakult, melynek nagy szerepe volt a hívek közötti éneklési kultúra terjesztésében. A Varga Imre által alapított, majd 1974-ben Máté Gyula által újjászervezett kórus főleg magyar szerzők, kisebb részben külföldi klasszikusok műveit adta elő.
Szelestey plébános eredményes közösségszervező munkája nem volt ínyére a kommunista államhatalomnak, ezért már 1949 márciusában letartóztatták és közel három hónapon át tartották fogva koholt indokkal. Szabadlábra helyezése után is sok zaklatásban volt része, végül 1952. szeptember 1-én elhelyezték Győrből. Csak 1986. március 26-án, Székesfehérvárott bekövetkezett halála után került vissza egyházközségébe: a Szent Imre-altemplom főoltára melletti kriptában helyezték örök nyugalomra. Tiszteletét azonban nem tudták kitörölni a hívek lelkéből: 1972. június 16-án a plébánia képviselőtestülete őt is, valamint az iskolaigazgatói állásából – egyházi szerepvállalása miatt – 1948-ban elmozdított és Győrből is elüldözött Szabados Jánost is, örökös tiszteletbeli elnökévé választotta.
1990 óta az egyházközség hitélete fokozatos fellendülést mutat, dacára a hitélet gyarapodását akadályozó olyan társadalmi tényezőknek, mint a szekularizáció, a paphiány, a fiatalok házasság- és gyermekvállalási kedvének csökkenése.

### Felújítások és átalakítások
- 1962-ben az egyházközség több mint félmillió forint költséggel vásárolta meg a templom orgonáját, melynek megtervezését és a felépítés szaktanácsadását Szigeti Kilián bencés atya végezte el.
- 1973-ban szembemiséző oltár került a templomba, az oltár első szentmiséjét dr. Kacziba József megyéspüspök mutatta be.
- Ugyancsak 1973-ban villamosították az 1939-ben érkezett, és Apor Vilmos által felszentelt, végleges helyükre 1944-ben helyezett harangok működését.
- Az 1970-es évek folyamán készült el a templom központi fűtése, a már 1943-ben, a templomépítésse1 együtt beszerelt fűtőcsövekre alapozva.
- 1988-1990 között, Bálinger Tibor plébános szervezésében – és nem kevés személyes áldozatvállalásával – megtörtént a templom belső és külső renoválása.
- 1991-től az altemplomot újították fel, illetve a plébánia alsó szintjén hittantermeket alakítottak ki.
- 1993-ban, az 50 éves évfordulóra készült el a templom toronyórája, Kapui Gyula munkájaként, megtörtént a kelyhek újraaranyozása, a liturgikus térbe pedig olvasóállvány, előkészítő asztal és új papi székek készültek Füstös János asztalosműhelyében.
- 1996-ban a korábbi szembemiséző oltár a Mária-oltár helyére került.
- 2000-es évek kezdetétől urnakertet hoztak létre a templomkertben, ez azóta többször is bővült már.
- 2007-ben az altemplom újabb felújításával és átalakításával jelentősen megnőtt az ottani urnahelyek száma.
- 2006-07-ben a templom és a plébánia épületeinek üzemeltetési rendszere esett át jelentős korszerűsítésen, illetve a templom akadálymentesítése is megtörtént, a hívek személyi jövedelemadójának 1 %-a felajánlásából. Több átalakítást végeztek a liturgikus tér elemeinek elrendezését érintően is.
- 2008-ban az orgona felújítása kezdődött meg.

## Papjai
A templomban jelenleg szolgáló és korábban szolgált plébánosok és káplánok az alábbiak voltak:

### Plébánosok
- 1944-1952: Dr. Szelestey Béla
- 1952-1955: Varga Imre helyettesként
- 1955-1963: Réti József helyettesként
- 1963-1964: Sági Károly helyettesként
- 1964-1969: Szalay Ferenc helyettesként
- 1970-1985: Horváth Géza
- 1985-1991: Bálinger Tibor
- 1991-2007: Radó Tamás
- 2007-től: Dr. Balázs Tamás

### Káplánok
- 1947-1955: Réti József
- 1955-1956: Szakács András
- 1956-1958: Hankovszky Béla
- 1958-1959: Bálinger Tibor
- 1959-1961: Németh Béla
- 1961-1962: Resch Ottó
- 1962-1963: Fejes László
- 1963-1964: Tóth József
- 1964-1970: Bella Alajos
- 1970-1971: Dr. Galavits József
- 1970-1979: Nagy József
- 1975-1976: Németh Árpád
- 1977-1982: Butsy Lajos
- 1979-1981: Citkovits József
- 1981-1983: Dr. Szaradics József
- 1982-1985: Bálizs Péter
- 1983-1985: Galla Gábor
- 1985-1987: Horváth Imre
- 1986-1988: Gyürü Ferenc
- 1985-1991: Smudla Tamás
- 1991-2000: nem volt káplán
- 2000-2002: Szalai Gábor
- 2002-2007: Maróti Gábor
- 2007-2010: Tenger Szilárd
- 2010-2011: Bellovics Gábor kispap lelkipásztori gyakorlaton
- 2011-2012: Mogyorósi Márk diakónus lelkipásztori gyakorlaton

## A templom kegytárgyai és berendezési elemei
- Szőnyi István festőművésznek számos festménye látható a templomban: a szentély freskóinak elkészítése után az ő munkájaként születtek meg a hajó oldalfalait díszítő szekkó-képek is.
- A szentély előtt álló Jézus Szíve szobor Ohmann Béla műve.
- A szentély Borsa Antal alkotása.
- A mellékoltár bronz domborműve Borsos Miklós munkája.
- A főbejárati ajtókat gróf Teleky Mária plakettjei ékesítik.
- A hímeskő szószék Mattioni Eszter műve.
- A keresztúti stációkat Kovács Mária alkotta.
- A szentély mozaikpadlója Fónyi Géza munkája.
- Az öröklámpa Báthori Júlia felajánlása volt.
- A szentély és a karzat rácsozatát Deéd Ferenc tervei alapján Mentes József győri lakatosmester alkotta.
- A bejárat előtt álló Szent Imre szobor Varga Ferenc műve.

### Harangjai
- Magyarok Nagyasszonya Nagyharang: A1 hangú, 400 kilogramm súlyú
- Szent István király harang: H1 hangú, 204 kilogramm súlyú
- Szent László harang: F2 hangú, 88 kilogramm súlyú
- Szent Imre Lélekharang: Gisz2 hangú, 53 kilogramm súlyú